# Coti-Chiavari
Coti-Chiavari (korziško Coti è Chjavari) je naselje in občina v francoskem departmaju Corse-du-Sud regije - otoka Korzika. Leta 2005 je naselje imelo 574 prebivalcev.

## Geografija
Kraj leži v zahodnem delu otoka Korzike 38 km južno od središča Ajaccia. Poleg samega kraja se na ozemlju občine nahajajo številni manjši zaselki: A Castagna, Cala d'Orzu, Cantone, Erba Mora, Figone, Monte Bianco, Murmontagia, Paccialella, Pilosella, Piobarello, Scopiccia, Verghja.

## Uprava
Občina Coti-Chiavari skupaj s sosednjimi občinami Albitreccia, Azilone-Ampaza, Campo, Cardo-Torgia, Cognocoli-Monticchi, Forciolo, Frasseto, Grosseto-Prugna, Guargualé, Pietrosella, Pila-Canale, Quasquara, Serra-di-Ferro, Santa-Maria-Siché, Urbalacone in Zigliara sestavlja kanton Santa-Maria-Siché s sedežem v istoimenskem kraju. Kanton je sestavni del okrožja Ajaccio.
1. ↑  »Populations légales 2016«. Nacionalni inštitut za statistične in gospodarske raziskave. Pridobljeno 25. aprila 2019.